# Fido (perro italiano)
Fido (1941 - 9 de junio de 1958) fue un perro italiano que saltó a la fama en 1943 por su inquebrantable lealtad a su amo fallecido. Objeto de artículos en muchas revistas y periódicos italianos e internacionales, apareció en noticieros de toda Italia y recibió varios honores, incluida una estatua pública erigida en su honor.

## Vida
Fido probablemente comenzó su vida en algún momento del otoño de 1941 como un perro callejero en Luco di Mugello, una pequeña ciudad en el municipio de Borgo San Lorenzo, en la Provincia de Florencia (Toscana, Italia). Una noche de noviembre de 1941, un trabajador de un horno de ladrillos en Borgo San Lorenzo llamado Carlo Soriani, de camino a casa desde la parada de autobús, encontró al perro tirado herido en una zanja al costado de la carretera. Como no sabía a quién pertenecía, se lo llevó a casa y lo cuidó hasta que se recuperó. Soriani y su esposa decidieron adoptar al perro y lo llamaron Fido ("fiel", del latín "fidus").
Después de que Fido se recuperara, seguía a Soriani hasta la parada de autobús en la plaza central de Luco di Mugello y lo veía subir al autobús hacia su trabajo. Cuando el autobús regresaba por la noche, Fido saludaba a Soriani y lo seguía a su casa. Este patrón se repitió todos los días laborales durante dos años.

### Vigilia
El 30 de diciembre de 1943, los aliados bombardearon Borgo San Lorenzo durante la Segunda Guerra Mundial y Soriani resultó muerto. Esa noche, Fido se presentó como de costumbre en la parada de autobús, pero no vio a Soriani bajar. El perro regresó a casa más tarde, pero durante los catorce años siguientes (más de 5.000 veces), hasta el día de su muerte, fue todos los días a la parada, esperando a que Soriani bajara del autobús.
El interés público por Fido creció durante su vida. Las revistas italianas Gente y Grand Hotel publicaron la historia del perro, que también apareció en varios noticieros del Instituto Luce. Muchos lectores quedaron impresionados por la extraordinaria fidelidad de Fido, incluido el alcalde de Borgo San Lorenzo, quien, el 9 de noviembre de 1957, le otorgó una medalla de oro en presencia de muchos ciudadanos, incluida la conmovida viuda de Soriani. La revista Time escribió un artículo sobre Fido en abril de 1957.

## Muerte
Fido murió mientras esperaba a su amo el 9 de junio de 1958. La noticia de su muerte fue anunciada al público por el periódico en una historia de portada de cuatro columnas en La Nazione. El 22 de junio, el Dominical del Corriere della Sera conmemoró a Fido con una emotiva portada. La imagen de la portada, tomada por Walter Molino, muestra a Fido en la cuneta de la carretera, con el autobús esperando al fondo. El perro fue enterrado fuera del cementerio de Luco di Mugello junto a su amo, Carlo Soriani.

## Memoriales
A finales de 1957, cuando Fido todavía vivía, el municipio de Borgo San Lorenzo encargó al escultor Salvatore Cipolla la creación de un monumento al perro como testimonio de esa historia ejemplar de amor y fidelidad. La obra, titulada "Monumento al perro Fido", se colocó en la Piazza Dante de Borgo San Lorenzo, junto al palacio municipal. Bajo la estatua que representa al perro se encuentra la dedicatoria: "A FIDO, ESEMPIO DI FEDELTÀ" (A FIDO, EJEMPLO DE LEALTAD). El monumento fue inaugurado por el alcalde de Borgo San Lorenzo, en presencia de Fido y de la viuda de Soriani. Originalmente, la estatua fue realizada en mayólica (cerámica), pero unos meses después de la inauguración unos vándalos la destruyeron. En consecuencia, el alcalde de Borgo San Lorenzo encargó a Salvatore Cipolla una nueva estatua, esta vez de bronce, que sustituyó a la primera y que todavía hoy se encuentra en la Piazza Dante.

## Historias similares
Fido no es el único perro que se ha hecho famoso por actos públicos de extrema dedicación a una persona. Otros perros con historias muy similares han capturado la imaginación colectiva, incluido el perro japonés Hachikō, el estadounidense Shep, el indio Waghya y el escocés Greyfriars Bobby.